# Donald Niel Cameron
Cet article possède un paronyme, voir Donald Cameron.
Pour les articles homonymes, voir Cameron.
Donald Niel Cameron (17 avril 1917-24 décembre 2014) est un entrepreneur en construction et un homme politique canadien de la Colombie-Britannique. Il est député fédéral progressiste-conservateur de la circonscription britanno-colombienne de Kamloops—Shuswap de 1979 à 1980.

## Biographie
Né à Alexandria (aujourd'hui dans Glengarry Nord) en Ontario, Cameron est un vétéran de la Seconde Guerre mondiale,,.
Établie à Kamloops en Colombie-Britannique, il devient député progressiste-conservateur de Kamloops—Shuswap en 1979. Défait en 1980, il demeure à Kamloops jusqu'à son décès en 2014 à l'âge de 97 ans,.